# Kujang (Cikoneng)
Kujang is een bestuurslaag in het regentschap Ciamis van de provincie West-Java, Indonesië. Kujang telt 5305 inwoners (volkstelling 2010).